# Lycaste lasioglossa
Lycaste lasioglossa är en orkidéart som beskrevs av Heinrich Gustav Reichenbach. Lycaste lasioglossa ingår i släktet Lycaste och familjen orkidéer. Inga underarter finns listade i Catalogue of Life.

## Bildgalleri

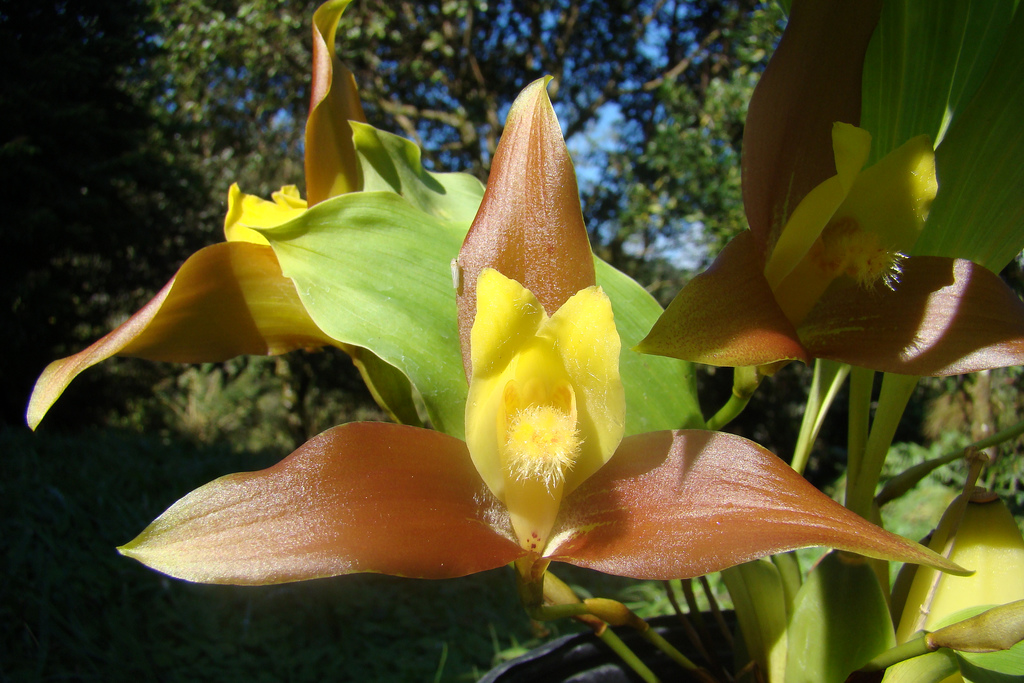
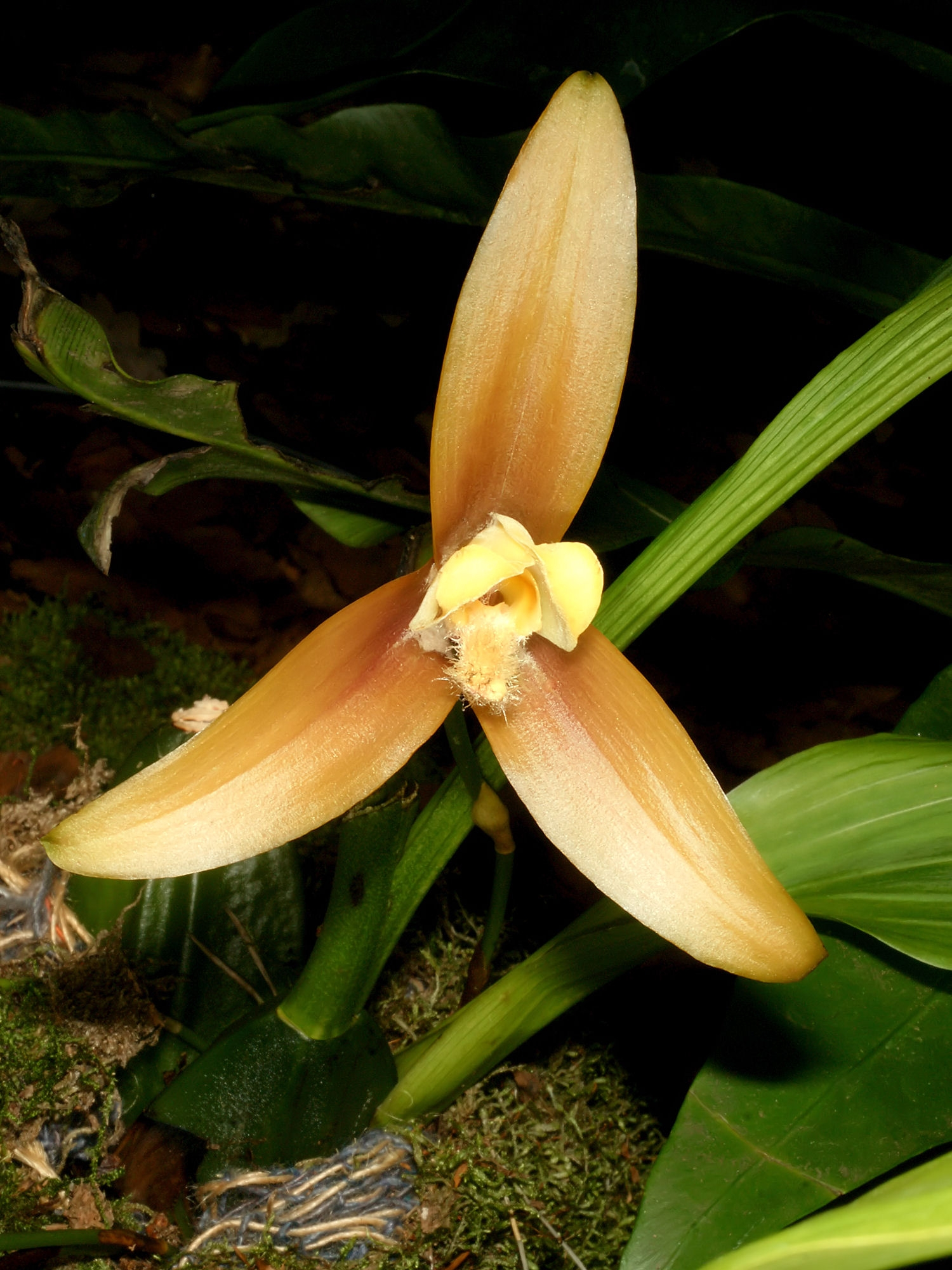